# Liparis bifolia
Liparis bifolia là một loài thực vật có hoa trong họ Lan. Loài này được Cogn. mô tả khoa học đầu tiên năm 1895.